# Fã sasaeng
Um fã sasaeng (em coreano:  사생팬) é uma pessoa excessivamente obcecada pelo Hallyu. O Soompi descreveu fãs sasaeng como fãs extremos que perseguem seus ídolos e invadem sua privacidade com métodos questionáveis.
Sam Lansky, um editor contribuinte para das revistas New York e The Atlantic, escreveu que "sa" significa privado ("私" em hanja) e "saeng" significa vida ("生" em hanja) em referência às abrangentes obsessões dos fãs com seus artistas preferidos.
Em fevereiro de 2011, uma nova cláusula foi adicionada à Lei de Delitos Menores da Coreia do Sul para proteger os ídolos do K-pop de seus fãs, e um centro de apoio para os cantores foi criado para oferecer conselhos e ajudar os artistas a lidar com a fama.